# 辰野町立図書館
辰野町立図書館（たつのちょうりつとしょかん）は、長野県上伊那郡辰野町にある公共図書館である。

## 沿革
- 1928年（昭和3年） - 小野村に村立小野図書館が開館する
- 1959年（昭和34年） - 辰野町に町立辰野図書館が開館する
- 1961年（昭和36年） - 小野村が辰野町に編入合併され、町立辰野図書館と町立小野図書館の2館体制となる
- 2021年（令和3年） - 町立辰野図書館のみの単館体制となる

## 辰野図書館

### 歴史
- 1921年（大正10年） - 旧伊那富村の伊那富小学校内に伊那富図書館を開設する[3]
- 1936年（昭和11年） - 武井覚太郎の寄付を得て、小学校内に耐火書庫を建築する[4]
- 1959年（昭和34年） - 辰野町に運営を移管し、辰野町立辰野図書館となる[4]
- 1982年（昭和57年） - 現在地に新築移転する[4]

## 小野図書館

### 概要
辰野町の北部、塩尻市と境を接する小野地区にある。辰野町塩尻市小学校組合立両小野小学校の東に隣接しており、蔵書は児童向け図書が多い。児童や地域住民からは「村図書」と呼ばれ親しまれている。筑摩書房の創業者である古田晁は、近村（筑摩地村、現塩尻市北小野）の出身であったことから、古田の寄贈書や所縁のある人物の色紙も所蔵している。

### 歴史
- 1901年（明治34年）2月 - 小野村役場に小野文庫を創設する[9]
- 1915年（大正4年） - 小野通俗図書館に改称する[4][9]。巡回文庫制度を開始する
- 1928年（昭和3年） - 小野公園の詠帰亭を借り、村立小野図書館として開館する。青年会が運営にあたる[8]
- 1952年（昭和27年） - 現在地に新築移転する[8]
- 1961年（昭和36年） - 町村合併により、辰野町立小野図書館となる[4]
- 2020年（令和2年）3月 - 休館
- 2021年（令和3年）12月 - 蔵書整理が完了し、閉館[10]

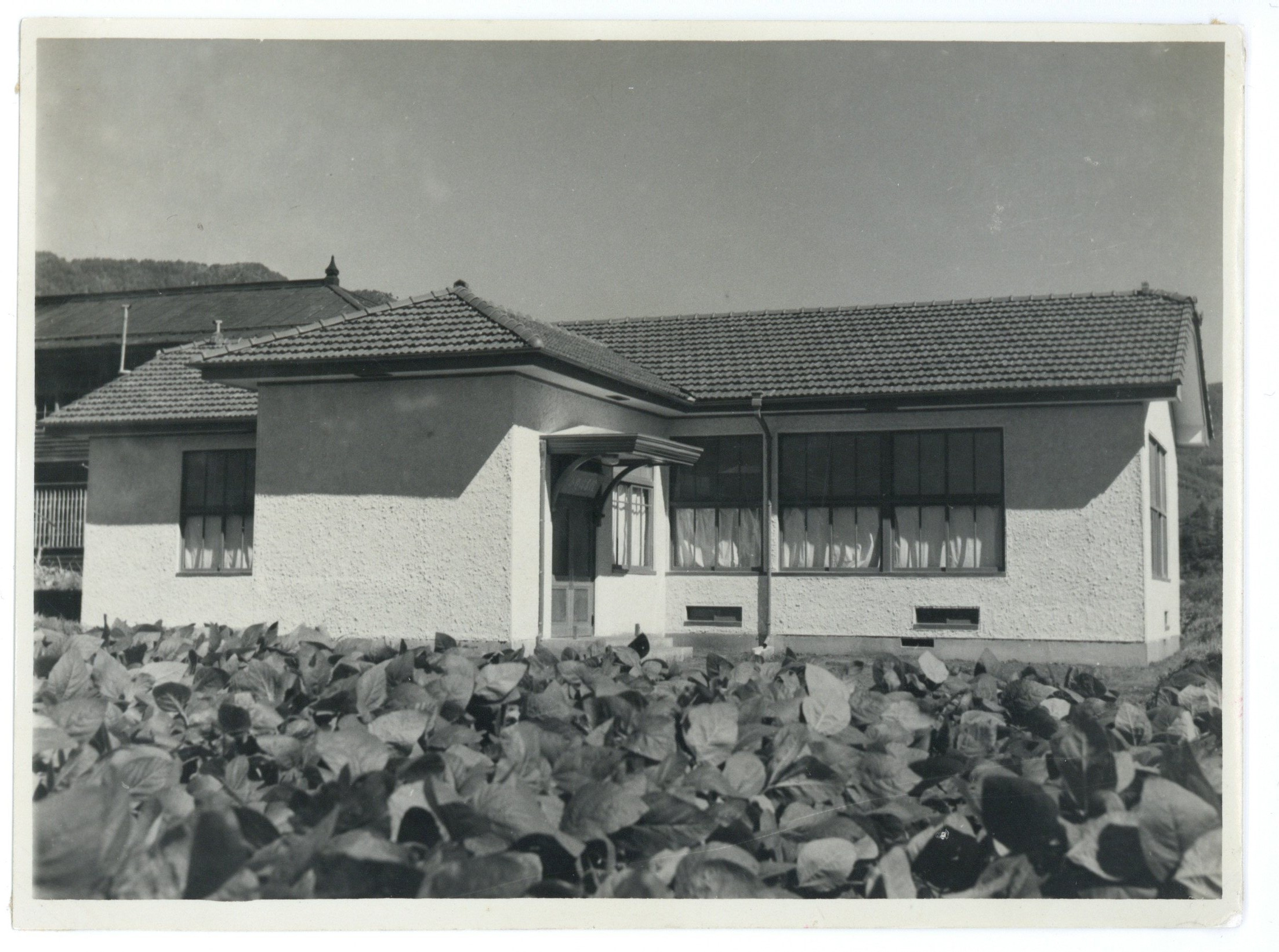
辰野町立小野図書館

## 文献
- 丸山信『長野県の図書館』1998年、241頁。
- 日本図書館協会『日本の図書館：統計と名簿2015』2015年、52-53頁。
- 辰野町誌刊行委員会『辰野町誌 近現代編』1988年、737頁。